# Lapta
Lapta (griechisch Λάπηθος Lapithos, auch Lapethos) ist eine Stadt im Distrikt Girne in der Türkischen Republik Nordzypern mit etwa 5500 Einwohnern. Sie liegt westlich von Kyrenia (Girne) und nördlich des Selvili Tepe, des höchsten Berges der Beşparmaklar (Pentadaktylos).

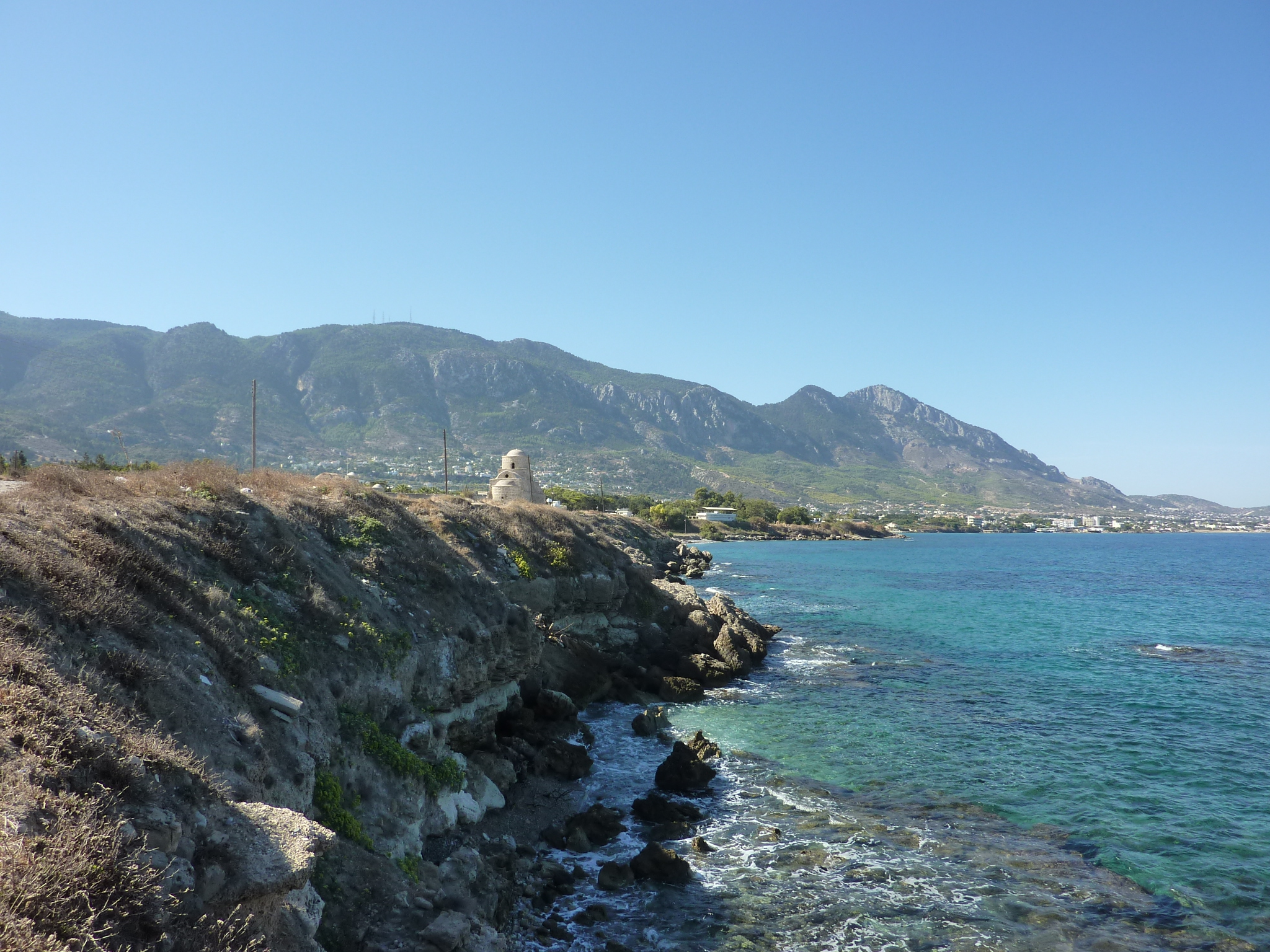
Die Küste bei Lapta

Formal gehört der Ort auch zum Bezirk Kyrenia der Republik Zypern.

## Geschichte
Der Name Lapithos ist identisch mit dem eines Berges auf dem Peloponnes dies deutet auf eine achäische Gründung. Schon vor den Achäern muss die Gegend um Lapithos besiedelt gewesen sein, wie Funde aus der Kupferzeit belegen. Auffallend ist das häufige Vorkommen von Brettidolen und frühbronzezeitlicher Philia-Keramik, deren Kerngebiet ein wenig südlicher liegt. frühgeometrische Gräber in der Umgebung lassen auf kultische Menschenopfer schließen, ein Brauch, der seit der Jungsteinzeit belegt ist. Auf die Existenz eines Heiligtums der Aphrodite, die Gebärenden Beistand leistet, deutet der Fund einer um 500 v. Chr. entstandenen Terrakotta-Kleinplastik einer Geburtsszene.
Lapta liegt auf dem Gebiet des eisenzeitlichen Königreich Lapithos.
In byzantinischer Zeit war die Stadt Lapta Bischofssitz. Auf diese Zeit weisen die Funde des 1. und 2. Lambousa-Schatzes. Erhalten hat sich dort die Kirche Agios Evlalios, gewidmet dem ersten Bischof von Lambousa, dem heilige Evlalios.
Im 10. Jahrhundert wurde Lapta von Arabern erobert, später fiel es an das Osmanische Reich.
Im 18. Jahrhundert wurde die Stadt aus unbekannten Gründen verlassen. Die Bewohner wanderten etwa 1,5 km zum Fuß eines Berges und gründeten Lapithos.
Lapta war 1974 nach Famagusta und Morfou mit 5.540 Zyperngriechen (bei 370 Zyperntürken) die drittgrößte zyperngriechische Gemeinde, deren zyperngriechische Einwohner vertrieben wurden oder flohen.